# Diamondhead (Mississippi)
Diamondhead ist eine Stadt innerhalb des Hancock County, Mississippi in den Vereinigten Staaten. Sie ist Teil der Metropolregion Gulfport–Biloxi–Pascagoula. Das U.S. Census Bureau hat bei der Volkszählung 2020 eine Einwohnerzahl von 9529 ermittelt.

## Geschichte
In den späten 1960er Jahren begann D.E.A.R., Inc., später bekannt als Diamondhead Corporation, ein großes Unternehmen, das sich mit der Entwicklung von Ferienanlagen beschäftigte, mit Diamondhead als erstem Projekt an der Golfküste von Mississippi. Die Küste von Mississippi war schon seit Jahren ein beliebtes Urlaubsziel, besonders bei Menschen aus dem Mittleren Westen. Die Lage war ideal für die Entwicklung eines Zweitwohnsitzes, da sie über die Interstate 55 bequem zu erreichen war. 2012 wurde Diamondhead als eigene Gemeinde gegründet. Es war zuvor ein gemeindefreies Gebiet.

## Klima
Die Stadt wird als mit einem subtropischen Klima klassifiziert. Dies bedeutet eine heiße, feuchte Monsunzeit, die im späten Frühjahr beginnt und im Frühherbst endet, mit häufigen Nachmittags- und Abendgewittern mit sintflutartigen Regengüssen, wobei die Gewitter in der Regel nicht lange andauern, aber stark oder sogar heftig sein können. Das Gebiet ist auch anfällig für tropische Wirbelstürme und Hurrikane.

## Demografie
Nach der Schätzung von 2019 leben in Diamondhead 8048 Menschen. Die Bevölkerung teilte sich im selben Jahr auf in 96,2 % Weiße, 1,2 % Afroamerikaner, 0,2 % Asiaten und 1,9 % mit zwei oder mehr Ethnizitäten. Hispanics oder Latinos aller Ethnien machten 4,6 % der Bevölkerung aus. Das mittlere Haushaltseinkommen lag bei 65.035 US-Dollar und die Armutsquote bei 6,8 %.